# Mobilee Records
Mobilee Records est un label de musique électronique allemand fondé en 2005 par Anja Schneider et Ralf Kollmann. Le duo Pan-Pot et Sebo K figurent parmi ses principaux artistes.